# Susan Banks
Susan Banks is een personage uit de soapserie Days of our Lives. De rol werd van 1996 tot 1998 gespeeld door actrice Eileen Davidson, die sinds 1993 al Kristen Blake speelde.

## Personagebeschrijving
Stefano haalde de zwangere Susan naar Salem in november 1996. Ze zag er niet knap uit en had lelijke tanden, maar met een blonde pruik en valse tanden was ze het evenbeeld van de knappe Kristen. Susan ging ermee akkoord om zich als Kristen voor te doen als dat nodig was en haar kind af te staan aan Kristen in ruil voor een grote som geld. Kristen had een miskraam gehad van John Black, maar wilde per se een kind van hem omdat ze vreesde dat hij anders voor zijn oude geliefde Marlena Evans zou kiezen. Marlena begon al te vermoeden dat Kristen niet echt zwanger was en vertelde dit aan haar vriendin Laura Horton.
Susan kreeg haar weeën in februari 1997, Kristen ging vermomd als verpleegster naar het ziekenhuis zodat ze kon zien wat er gebeurde. John verraste Susan, van wie hij dacht dat het Kristen was door een priester mee te brengen die hen zou trouwen. John en Susan trouwden en ze kreeg een zoontje, John Junior. Susan gaf het kind aan Kristen. Ze was van plan om Salem te verlaten totdat ze hoorde dat John Junior een hartaandoening had en geopereerd moest worden. Susan ging naar het ziekenhuis en eiste haar kind terug van Kristen. Zij probeerde Susan te kalmeren door te zeggen dat zij en John goed voor het kind konden zorgen en het geld hadden om het medisch te verzorgen. Kristen dacht dat ze haar overtuigd had, maar Susan begon nu te denken dat John haar man was en niet die van Kristen. Ze confronteerde Kristen en wilde de waarheid aan John vertellen, maar Kristen zei dat John haar zou haten en naar de gevangenis sturen.
De dokter adviseerde Kristen om borstvoeding te geven. Kristen overtuigde Susan om borstvoeding te geven, maar nadat ze door had dat Susan zich aan het kind begon te hechten zei ze dat ze de melk moest afkolven en aan haar geven. Susan ging naar het DiMera-huis en weigerde weg te gaan zonder haar kind. Op dat moment kwam John thuis en moest Kristen een leugen verzinnen om te verhinderen dat Susan de waarheid zou zeggen aan John. Ze zei dat ze Susan had aangenomen als oppas voor John Junior. Intussen liet Stefano een geheime kamer bouwen in het huis waar ze Susan kon opsluiten.
Susan ontdekte dat Kristen haar wilde opsluiten en huilde in het park van Salem, waar Hope Williams haar vond en ze stelde voor om met Marlena te gaan praten. Susan ging naar Marlena en vertelde haar dat een gemene vrouw haar man en kind probeerde te stelen en dat er vampiers achter haar aan zaten. Om haar te kalmeren gaf Marlena haar een steen en zei dat dit de vampiers op afstand zou houden. Na een bezoek aan het DiMera-huis vond Marlena de steen op de vloer. Dan kwam Marlena tot de conclusie dat Kristen haar baby verloren had en het kind van Susan gebruikte. Kristen lokte Marlena echter naar de geheime kamer en sloot haar daar op. Eens ze daar in zat zei ze dat Stefano haar zou komen halen.
Susan maakte zich zorgen om Marlena en Kristen zei haar dat Stefano Marlena ontvoerd had en dat hij hetzelfde zou doen met haar. Later vond Susan een tv-monitor waarop ze Marlena zag in de geheime kamer. Ze besloot om haar te bevrijden, maar Kristen kon haar net op tijd stoppen en zei dat als ze Marlena eruit zou laten ze de waarheid aan John zou zeggen en dan zou John hen allebei haten en met Marlena trouwen. Toen Marlena toegaf dat ze van John hield vond Susan dat het inderdaad beter was om Marlena opgesloten te laten. Susan begon te leren hoe ze Kristen perfect moest nadoen zodat ze haar plaats kon innemen. Susan misleidde Kristen door te zeggen dat Marlena ontsnapt was zodat ze zou gaan kijken en eens ze binnen was sloot ze haar bij Marlena op. Dan nam Susan het leven van Kristen over en slaagde erin iedereen om te tuin te leiden. Via een monitor in de geheime kamer zagen Marlena en Kristen dat Susan John verleidde.
Vivian Alamain en haar bediende Ivan Marais begonnen het gedrag van Kristen verdacht te vinden. Susan zei tegen hen dat Susan Salem verlaten had en dat ze hun hulp niet langer nodig had. Susans tweelingzus, de non Mary Moira, dook in Salem op en was op zoek naar Susan. John zei haar dat Susan de stad al een tijdje verlaten had. Ze was erg bezorgd om Susan omdat ze een rare brief gekregen had dat Susan met John getrouwd was en zijn kind had. John lachte dit weg. Stefano belde naar Susan en zei tegen haar dat hij Marlena kwam halen. Susan vond dat ze iets moest doen om John vast te houden.
Susan organiseerde intussen een heuse bruiloft met een Elvis-thema, haar grote idool. Marlena en Kristen moesten dit bekijken via een videoscherm. Wanhopig om de bruiloft te stoppen probeerde Kristen uit de kamer te komen en raakte daarbij een gasleiding waardoor zij en Marlena bewusteloos waren. Stefano was inmiddels ook weer in Salem en dwong Vivian Alamain en haar helper Ivan om hem te helpen. Stefano kwam naar de trouw vermomd als kelner. Laura dook ook op en beschuldigde Kristen/Susan ervan Marlena ontvoerd te hebben. Ze sloeg haar waardoor haar valse tanden eruit vlogen. Susan bekende alles aan John en hij slaagde erin om Kristen en Marlena te redden uit de geheime kamer. Kristen werd ontmaskerd en John verbrak de verloving en verloofde zich met Marlena. Susan trok met haar kind bij Marlena in en noemde hem Little Elvis. Zuster Mary Moira eiste van Susan dat ze zou zeggen wie de vader van haar kind was, maar Susan zei dat niet en zei dat Elvis Presley de vader was. Celeste Perrault waarschuwde Susan dat de vader van het kind Elvis zou gaan ontvoeren. Kort daarna kwam Kristen langs en ze probeerde Susan te drogeren met een broodje, helaas was de verdoving snel uitgewerkt en toen ze bijkwam zag ze Stefano met de kleine Elvis. Dan dacht Susan dat Stefano zich als Elvis Presley vermomd had toen ze kunstmatig bevrucht werd. Stefano waarschuwde haar echter dat als ze iemand de waarheid zou zeggen ze haar kind niet meer zou terugzien.
Kristen geloofde dat als ze Susans zoon, die ze nog steeds John Junior noemde, terug kon krijgen dat John opnieuw van haar zou houden. Kristen vertelde aan Susan dat de enige mogelijkheid om de baby tegen Stefano te beschermen was als zij hem opvoedde. Celeste en Marlena ontdekken dat Stefano de vader is van het kind van Susan, maar dit ontkende hij. Kristen lokte Susan naar haar huis, waar ze haar drogeerde en papieren liet tekenen waarin Susan al haar rechten op Elvis afstond aan Kristen. Ze vermomde zich als Susan en ontvoerde Elvis. Toen Susan Kristen confronteerde zwaaide zij met de papieren die bewezen dat het kind nu van haar was. Susan wilde in de ijskoude rivier springen om zelfmoord te plegen, maar John kon haar net op tijd tegenhouden. Susan vroeg aan haar broer Thomas om haar te helpen Elvis terug te krijgen, maar haar zuster Mary Moira kon hem stoppen. Toen Stefano ontdekte wat Kristen gedaan had hielp hij John om Elvis terug aan Susan te geven. Kristen daagde Susan voor het gerecht, maar Susan, John en Marlena waren haar te slim af. John leidde Kristen af en Susan deed zich voor als Kristen op het gerecht en zei dat ze fout was geweest en dat ze de papieren wilde vernietigen. Toen Kristen hiervan hoorde was ze woedend. John vond dat het beter was dat Susan en Elvis Salem zouden verlaten. Stefano probeerde dit te verhinderen, maar kwam te laat op de luchthaven. Susan kwam aan in Engeland en leerde daar in een café Violet Crumb kennen. Ze leerde ook haar zoon Edmund Crumb kennen en de twee werden ogenblikkelijk verliefd op elkaar.
Intussen kwamen Ivan, Vivian en haar nieuwe liefde Jonesy naar Engeland zodat Jonesy en Vivian konden trouwen in het thuisland van Jonesy. Vivian liep Susan tegen het lijf en zij dacht dat Vivian Elvis kwam stelen, maar ze kon haar ervan overtuigen dat dat niet zo was. Jonesy en Vivian trouwden in februari 1998. Susan en Edmund waren getuigen en hun trouwfoto verscheen in de lokale krant. Susan besloot om de trouwfoto naar Marlena te faxen, maar helaas had Kristen net bij Marlena ingebroken toen de fax binnen kwam en zo ontdekte ze dat Susan in Engeland was. Edmund ging naar Londen om een verlovingsring te kopen voor Susan. Terwijl hij weg was kreeg Susan een telefoontje van een vrouw die zei dat ze haar wilde ontmoeten.
Kristen ontvoerde Susans zus zuster Mary Moira en belde naar Susan. Ze zei dat ze naar Salem moest komen en dat ze een witte jurk moest dragen of dat haar zus anders zou sterven. Kristen plande om Susan te verkopen als slavin en dat ze zou vast komen te zitten op een eiland. Susan kwam naar het huis van Kristen en deze bood haar een frisdrank in een blikje aan. Susan aanvaardde omdat ze dacht dat Kristen zeker geen blikje kon vergiftigen, maar daar sloeg ze de bal mis. Kristen vroeg waar Elvis was en Susan zei dat die nog steeds in Engeland was. Ze kregen ruzie en Kristen dreigde Susan te vermoorden met een briefopener. Susan viel flauw vanwege het vergiftigde blikje frisdrank.
In de volgende scène ging Susan naar de luchthaven waar Abe en Roman haar tegen hielden. Susan had hen eerder op de avond gebeld om te zeggen dat Kristen Mary Moira had ontvoerd. Dan kregen ze een telefoon van John en Marlena die zeiden dat ze Kristen dood teruggevonden hadden in haar zwembad en dat Susan nu zeker niet kon terugkeren naar Engeland, hoewel er gedacht werd dat ze zelfmoord had gepleegd. Dan zei ze in haar eigen: het was niet de bedoeling dat Susan zou sterven, waardoor bleek dat Kristen zich had vermomd als Susan om zo het land uit te vluchten. “Susan” werd meegenomen naar het politiekantoor waar Edmund opdook. Edmund stelde zich voor als de verloofde van Susan en vroeg haar ten huwelijk. Kristen had geen andere keuze dan het aanzoek te aanvaarden.
Er werd een begrafenis gehouden voor Kristen waar Kristen zelf op aanwezig was. Iedereen kwam om te rouwen voor de goede Kristen die ze ooit gekend hadden, behalve Laura Horton die in een knalrode outfit kwam. Tijdens de plechtigheid stond Stefano op en verweet hij iedereen in de kamer voor de zelfmoord van Kristen. Stefano kreeg een hartaanval maar werd gered door Lexie. In het ziekenhuis hoorde Stefano dat het onderzoek naar de dood van Kristen opnieuw geopend was en dat Laura Horton de hoofdverdachte was. Marlena confronteerde Laura met bewijsmateriaal, maar zij ontkende en was verbolgen over het feit dat haar beste vriendin haar beschuldigde.
Nadat Stefano uit het ziekenhuis kwam ging hij naar het graf van Kristen en zei dat hij het erg vond dat hij zo kwaad was op haar en dat als hij een tweede kans kreeg hij haar Elvis zou laten opvoeden. Kristen, die ook op het kerkhof was maakte zich bekend aan Stefano en smeekte hem om haar te helpen uit Salem te vluchten. Stefano zei dat “Susan” schuldig zou lijken als ze nu wegging. Toen Kristen vernam dat Susan niet langer verdacht was wilde ze Salem verlaten, maar dan verraste Edmund haar door zijn moeder Violet en Elvis naar Salem te halen. Kristen probeerde met Elvis weg te gaan maar John kon haar tegenhouden en nam haar mee naar de Penthouse Grill waar Edmund een verrassingshuwelijk had georganiseerd. Kristen trouwde met Edmund om haar dekmantel niet te verliezen. Na de trouw wilde Kristen onmiddellijk weg uit Salem, maar door een oorinfectie mocht Elvis niet vliegen. Kristen ging naar de luchthaven en zag daar Stefano. Ook Edmund kwam aan en hij beschuldigde Stefano ervan dat hij Susan wilde misleiden. Stefano ging weg en Edmund en Kristen vlogen weg. Edmund bleef Kristen bestoken met herinneringen van hoe ze elkaar leerden kennen en dit werkte haar op de zenuwen omdat ze de hele tijd moest spelen dat ze Susan was. Stefano ging naar het zwembad van Kristen om er zeker van te zijn dat niemand zou door hebben dat Susan vermoord was en niet Kristen. Hij vond een foto van Susan en Edmund met op de achterkant een berichtje van Susan aan Edmund. Stefano realiseerde nu dat Edmund degene was die Susan vermoord had en dat als hij zou ontdekken dat hij zijn geliefde vermoord had en niet Kristen dat het leven van Kristen in gevaar was. Stefano belde naar Kristen, die hem zei dat ze zou ontsnappen van zodra het vliegtuig landde.
Intussen kwam Susan ook weer in beeld, ze zat opgesloten op een Caribisch eiland als een blanke slavin voor iemand die The Supreme Leader genoemd werd. Susan slaagde erin uit haar cel te ontsnappen maar werd gevat. The Supreme Leader wilde dat Susan geëxecuteerd zou worden en de executie moest meteen voltrokken worden. Dan zag Susan dat hij aan het stikken was in een kippenboutje en paste de heimlichmanoeuvre toe en redde zijn leven. Susans leven werd gespaard. Susan belde naar Edmund en kreeg Violet aan de lijn die zei dat hij op huwelijksreis was. Susan dacht dat Kristen haar leven wou innemen en huurde een piloot in en vloog naar Bermuda om Edmund en Kristen te verrassen. Edmund en Kristen waren erg verbaasd om Susan te zien en vroegen zich af wie er dan vermoord was. Susan zei dat dit Penelope Kent moest zijn. Het kwam uit dat Susan niet van een drieling, maar van een vierling was en dat Penelope bij de geboorte werd afgestaan. Haar adoptievader liet haar lelijke tanden behandelen zodat ze het uiterlijk van Kristen had in plaats van dat van Susan. Penelope had de foto van Susan in de krant zien staan en wist dat ze haar zus was. Susan dacht eerst dat ze Kristen was maar ze sprak met een Brits accent. Susan vertelde Penenope over de gemene vrouw die haar baby wilde stelen en Penelope besloot om met haar naar Salem te gaan omdat dit haar laatste avontuur zou worden aangezien ze stervende was. Ze zaten samen in het vliegtuig op weg naar Salem in dezelfde outfit. Penelope dronk alcohol en nam Placiden omdat dit haar zou kalmeren aangezien ze vliegangst had.
Edmund biechtte op dat hij Penelope had vermoord, denkende dat ze Kristen was. Susan zei dat ze begreep dat het een accident was en dat Penelope ziek was en hoe dan ook gestorven zou zijn. Om wraak te nemen op Kristen zorgde Susan ervoor dat zij nu in de gevangenis belandde waar zij al die tijd gezeten had. Susan, Elvis en Edmund verhuisden terug naar Engeland en Susan belde Stefano nog enkele keren als Kristen om geen argwaan te wekken. In de laatste scène zagen we Kristen geketend in een cel waar ze de naam Marlena schreeuwde.